# Fluorid
Fluorid betecknar något som har med fluoridjoner att göra. Fluoridjoner är de envärt negativt laddade jonerna av fluor vilka har den kemiska beteckningen F-. Vanligen menas med en fluorid ett salt eller ett mineral där anjonen är en fluoridjon. Ibland kan också fluorid beteckna enbart fluoridjonen som när man exempelvis pratar om fluoridkoncentration.

## Förekomst
Fluorider, ofta som kalciumfluorid, hittas naturligt i låg koncentration i dricksvatten och viss föda. Det förekommer även i ett flertal mineral av vilka fluorit, kryolit, apatit hör till de vanligaste. Särskilt i berggrund med hög förekomst av fluorit har grundvattnet höga fluoridhalter.
Används även för att rena avloppsvatten så det blir drickbart.[källa behövs]
Vatten i underjordiska vattenkällor brukar ha högre nivåer av fluorid medan den totala mängden i havsvatten har en medelkoncentration på 1,3 miljondelar (ppm). Färskvatten innehåller generellt mellan 0,01 och 0,3 ppm. För att dricksvatten ska vara utan anmärkning enligt socialstyrelsen får halten av fluoridjoner som högst vara 1,3 mg/l och enligt Livsmedelsverket som högst 1,5 mg/l innan det räknas som otjänligt.

## Tillsättning och kritik
I flera länder tillsätts fluorid i drycker inklusive dricksvatten. Det är även vanligt förekommande i tandkräm som natriumfluorid. Detta görs för att stärka emaljen och på så vis motverka karies.
Kritik mot tillsättningen finns, även om de studier som hittat samband mellan höga halter av fluorid och olika ohälsotillstånd har undersökt halter kring eller över de i Sverige tillåtna maximala 1,5 mg/l. Motståndare till användning av fluorid i livsmedel har framförallt uttryckt oro över att höga halter av fluorid kan ge skador på skelettet, hjärnan och sköldkörteln. Det finns studier som påstås visa att barn som dricker vatten med höga halter av fluorid löper risk för försämrat IQ-värde. En stor svensk studie visar att fluoridhalten i det svenska kommunala dricksvattnet inte påverkar intelligensens hos barn negativt. Forskarna har studerat 1 700 kommunala vattenverk med olika fluoridhalter och finner att barn som vuxit upp i områden med högre halter har bättre tänder, men att det inte finns någon effekt på intelligens mätt som resultat på iq-tester vid den militära mönstringen, eller resultat på nationella provet i matematik.